# Legacy of the Catacombs
Legacy of Catacombs – album kompilacyjny amerykańskiej grupy deathmetalowej Nile. Utwory wydane na płycie pochodzą z albumów Annihilation of the Wicked (2005), In Their Darkened Shrines (2002) oraz Black Seeds of Vengeance (2000). Wydawnictwo ukazało się 10 lipca 2007 roku nakładem wytwórni muzycznej Relapse Records. Do albumu została dołączona także płyta DVD na której znalazły się wówczas wszystkie teledyski zespołu.

## Lista utworów
Opracowano na podstawie materiału źródłowego.
CD
1. „Cast Down the Heretic” – 5:45
2. „Sacrifice Unto Sebek” – 3:03
3. „Lashed to the Slave Stick” – 4:18
4. „Execration Text” – 2:47
5. „Sarcophagus” – 5:10
6. „Unas, Slayer of the Gods” – 11:43
7. „Masturbating the War God” – 5:41
8. „Chapter for Transforming Into a Snake” – 2:26
9. „Black Seeds of Vengeance” – 3:36
10. „The Howling of the Jinn” – 2:21
11. „Barra Edinazza” – 2:47
12. „Smashing the Antiu” – 2:18

DVD
1. „Sarcophagus” (teledysk) – 4:33
2. „Execration Text” (teledysk) – 2:46
3. „Sacrifice Unto Sebek” (teledysk) – 2:57